# Xin'an (köping i Kina, Guangxi, lat 23,08, long 109,71)
Xin'an (kinesiska: 新安镇, 新安) är en köping i Kina. Den ligger i den autonoma regionen Guangxi, i den södra delen av landet, omkring 150 kilometer öster om regionhuvudstaden Nanning. Antalet invånare är 49237. Befolkningen består av 23 711 kvinnor och 25 526 män. Barn under 15 år utgör 19,0 %, vuxna 15-64 år 71 %, och äldre över 65 år 8,0 %.
Genomsnittlig årsnederbörd är 2 190 millimeter. Den regnigaste månaden är juni, med i genomsnitt 361 mm nederbörd, och den torraste är oktober, med 42 mm nederbörd.